# Kesewa Aboah
Kesewa Aboah (Westminster, maggio 1994) è una modella e artista britannica.

## Biografia
Nata a Westminster, Kesewa Aboah ha origini britanniche e ghanesi. Suo padre, Charles Aboah, è un location scout mentre sua madre, Camilla Lowther, è un agente fotografico discendente del Conte di Lonsdale.  Kesewa è la sorella minore della modella e attivista Adwoa Aboah e la cugina delle modella Matilda Lowther.
Nel 2017 si è laureata in Arti visive presso la School of Visual Arts di New York. Vive e lavora a Londra.

### Modella
Aboah ha iniziato la carriera di modella all'età di 16 anni.
Ha posato per le copertine di Vogue Mexico e Vogue Latin America, Allure, The telegraph magazine e per Love Magazine con Kate Moss.
Nel 2010 ha posato con sua sorella per la campagna pubblicitaria di H&M. Successivamente ha sfilato e posato per diverse case di moda, tra cui Fendi, Simone Rocha x H&M, Michael Kors, Annie Leibovitz e Coach.
Nel 2017 ha partecipato alle campagne pubblicitarie di Alexander McQueen e Miu Miu.
Nel 2018 le sorelle Aboah e la loro amica d'infanzia, la modella e cantante Alewya Demmisse, sono state il volto della campagna Together, realizzata dal fotografo Mario Sorrenti per la collezione AW18 di Mango. Nel novembre 2018 ha fatto parte del cast del video mucale Sundress di ASAP Rocky.
Nel 2019 ha sfilato per Alexander McQueen e Simone Rocha, inoltre è stata il volto della campagna Brutalist di Links of London.
Nel 2021 ha partecipato al video musicale Woman della rapper Little Simz; ha sfilato per la collezione Fendi Haute Couture Primavera Estate 2021 e alla relativa campagna pubblicitaria.

### Artista
Dopo la laurea, Kesewa Aboah ha lavorato in alcune residenze artistiche a Città del Messico, in Islanda e in Kenya. Aboah ha debuttato pubblicamente come artista durante la mostra collettiva Drawing a Blank nel maggio 2019, a Londra. Ha collaborato con l'azienda di pelletteria Moore & Giles.
Nel 2019 Huntsman le ha commissionato All The Women and Me e The Joy in Dancing With My Sisters; quest'ultima opera è stata successivamente incorporata in una giacca su misura realizzata da Dario Carnera per lo stesso Huntsman.
Nel 2020, con l'obiettivo di supportare artisti e organizzazioni no-profit durante la pandemia, Aboah ha collaborato con Ben Broome alla realizzazione della mostra virtuale virtuale Show of Support, a cui hanno partecipato artisti e fotografi contemporanei come Juergen Teller e Nan Goldin. Anche Aboah vi ha preso parte con la propria opera King for a Day.

## Agenzie
Kesewa Aboah è attualmente è rappresentata da:
- DNA Models (New York)
- VIVA Model Management (Parigi, Barcellona, Londra)

## Opere
- Lovely Bits and Beautiful Pieces (2021)
- Alba (2020)
- A Piece of Alba (2020)
- Waterworks 1 (2020)
- Waterworks 2 (2020)
- Waterworks 3 (2020)
- Waterworks 4 (2020)
- King for a Day (2020)
- All The Women and Me (2019)
- The Joy in Dancing With My Sisters (2019)
- Body Impressions in Blue (2017)

## Mostre personali e collettive
- Show of Support, curata con Ben Broome, (virtuale), 2020
- Drawing a Blank, curata da Ben Broome, Londra, 2019

## Filmografia

### Videoclip
- Woman di Little Simz ft. Cleo Sol (2021)
- Sundress di ASAP Rocky (2016)